# Rauf Atakichiyev
Rauf Atakichiyev (en azéri : Rauf İsrafil oğlu Atakişiyev), né le 15 juillet 1925 à Göyçay et mort le 3 février 1994, est un chanteur, ténor lyrique, pianiste. Il est Artiste du peuple de la RSS d'Azerbaïdjan (1967).

## Biographie
En 1943, Rauf Atakichiyev entre au Conservatoire d'État d'Azerbaïdjan. Il poursuit ses études au Conservatoire d'État de Moscou dans la classe de piano avec Constantin Igoumnov et dans la classe de chant avec A. V. Nejdanova. En 1952, après avoir obtenu son diplôme d'études supérieures, il retourne à Bakou et se produit en tant que pianiste et soliste du Théâtre d'opéra et de ballet d'Azerbaïdjan. En 1953, il commence à enseigner au Conservatoire d'État d'Azerbaïdjan. En 1969 il est chargé de diriger le département de piano spécial. En 1967, R. I. Atakishiyev reçoit le titre d'Artiste du peuple de la RSS d'Azerbaïdjan. En 1972, il obtient le titre académique de Professeur. R. Atakichiyev est titulaire de l'ordre de l'Amitié des peuples, de la médaille « En commémoration du 100e anniversaire de la naissance de Lénine », des certificats d'honneur du Présidium du Soviet suprême de la RSS d'Azerbaïdjan et de la RSS de Moldavie. Il est membre du jury de nombreux concours internationaux.